# Żórawie (gmina)
Żórawie – dawna gmina wiejska istniejąca w latach 1945–1954 w woj. szczecińskim (dzisiejsze woj. zachodniopomorskie). Nazwa gminy pochodzi od wsi Żórawie, lecz siedzibą gminy było Pniewo.
Gmina Żórawie powstała po II wojnie światowej na terenie tzw. Ziem Odzyskanych (tzw. III okręg administracyjny – Pomorze Zachodnie). 28 czerwca 1946 gmina – jako jednostka administracyjna powiatu gryfińskiego – weszła w skład nowo utworzonego woj. szczecińskiego.
Według stanu z 1 lipca 1952 gmina składała się z 7 gromad: Bartkowo, Krajnik, Mielenko Gryfińskie, Nowe Czarnowo, Pniewo, Żórawie i Żórawki. Gmina została zniesiona 29 września 1954 wraz z reformą wprowadzającą gromady w miejsce gmin. Jednostki nie przywrócono 1 stycznia 1973 wraz z kolejną reformą reaktywującą gminy, a jej dawny obszar wszedł głównie w skład nowej gminy Gryfino.